# Vinskue
Et vinskue er – homologt til et dyrskue – vinavleres udstilling af deres egenproducerede vin. I lighed med ved dyrskuet foregår der også en bedømmelse af de udstillede produkter. Tidsmæssigt kan der ved et vinskue være en adskillelse mellem udstilling og bedømmelse, således at denne er afviklet nogen tid i forvejen.
Vinskuer afholdes typisk en gang årligt, som lokale, regionale eller nationale begivenheder. Somme tider er de begrænsede til bestemte typer af vin, således at man f.eks. bedømmer og udstiller forrige års hvidvin i forsommeren og tilsvarende med rødvinen i eftersommeren.
Foruden vinproducenter deltager eventuelt leverandører af produkter til vinavl og vinproduktion på vinskuer.
Vinskuer, der afholdes af hobbyvinavlere, er lukkede arrangementer. Der findes i Danmark kun ét egentligt vinskue med delvist offentlig adgang: Dansk Vinskue.

## Vinskuer i Danmark
- Dansk Vinskue

## Eksterne kilder
1. ↑  Foreningen af Danske Vinavlere : Her finder du dansk vin